# روبين غريغز
روبين غريغز (بالإنجليزية: Robyn Griggs)‏ (30 أبريل 1973 - 13 أغسطس 2022)، هي ممثلة أمريكية، وُلدت في 30 أبريل 1973.

## أعمال

### مسلسلات
- عالم آخر

## وصلات خارجية
- روبين غريغز على موقع IMDb (الإنجليزية)
- روبين غريغز على موقع ميوزك برينز (الإنجليزية)
- روبين غريغز على موقع قاعدة بيانات الفيلم (الإنجليزية)